# Partido Demócrata Cristiano (Burundi)
El Partido Demócrata Cristiano (en francés: Parti Démocratique Chrétien; PDC) fue un partido político y alianza electoral de Burundi, activo durante la época de la independencia del país.
A pesar de su corta existencia, fue uno de los partidos políticos fundamentales en la formación del estado burundés y la independencia de Bélgica.

## Historia
El Partido Demócrata Cristiano se estableció el 5 de febrero de 1960, poco antes de la independencia del país, habiendo sido fundado por los hermanos Joseph Biroli y Jean-Baptiste Ntidendereza tras su abandono de la entonces dominante Unión para el Progreso Nacional (UPRONA). Biroli asumió como su primer presidente, cargo que ocupó hasta mayo de 1961, cuando lo reemplazó Ntidendereza. En septiembre de 1960 el partido se unió a la coalición electoral denominada Frente Común, junto con el Partido del Pueblo (PP), el Partido Democrático y Rural (PDR), el Partido de la Emancipación del Pueblo (PEP), la Voz del Pueblo Murundi (VPM) y varios otros partidos pequeños.
Alineado con el gobierno colonial belga, el partido defendió una proyecto moderado de transición hacia la Independencia de Burundi, centrando más su programa de gobierno en la reforma socioeconómica, en oposición a las exigencia de independencia inmediata e incondicional que representaba la UPRONA. Más allá de las diferencias ideológicas, lo que impulsó la rivalidad entre ambos partidos fueron los conflictos intranobiliarios, ya que los linajes Bezi y Batare, que habían luchado durante mucho tiempo por el control del país, respaldaron a la UPRONA y al PDC respectivamente.
Financiado por el gobierno belga, y gracias al arresto del líder del UPRONA, el príncipe Louis Rwagasore, dejó de ser un partido marginal cuando en las elecciones locales de noviembre-diciembre de 1960 surgió como el partido político más grande del país, habiendo obtenido el PDC 2.004 de los puestos disputados frente a los 545 de la UPRONA. Debido a los resultados favorables obtenidos en las elecciones locales, el PDC supuso que obtendría una victoria sencilla en las primeras elecciones legislativas del país, por lo cual comenzó tarde su campaña, mientras el UPRONA concentraba su campaña en la carismática figura de Rwagasore. Sin embargo, en las elecciones generales de septiembre de 1961, el Frente Común solo alcanzó seis escaños, de los cuales solamente dos le pertenecían al PDC. La alianza fue fuertemente derrotada por la UPRONA, que obtuvo 58 escaños en los comicios, y designó como primer ministro a Rwagasore.
Solo dos semanas después, el 13 de octubre de 1961, el primer ministro Louis Rwagasore fue asesinado mientras cenaba en el Hotel club du Lac Tanganyika que se encuentra en la costa del lago Tanganyika en Usumbura. El asesino fue el ciudadano griego Jean Kageorgis, que estaba a sueldo del PDC y estaba acompañado por tres sus miembros al momento del magnicidio.
Rápidamente, los sospechosos fueron arrestados y señalaron a Biroli y Ntitendereza. Así se supo que el asesinato fue  organizado por Biroli y Ntitendereza con el apoyo de algunos funcionarios belgas y tenía como objetivo crear un clima de agitación social de la que se beneficiaría el PDC. Después de la independencia, Biroli y Ntitendereza fueron condenados a muerte; Biroli fue ejecutado el 14 de enero de 1963, mientras que Ntitendereza fue ahorcado en Guitega en 1962. Con la derrota en las elecciones de 1961 y la ejecución de sus líderes, el partido dejó de ser una fuerza política viable y desapareció poco después.

## Resultados electorales

### Elecciones legislativas
| Comicios | Cabeza de lista            | Votos     | %         | Escaños | +/- | Gobierno  | Coalición    |
| -------- | -------------------------- | --------- | --------- | ------- | --- | --------- | ------------ |
| 1961     | Jean-Baptiste Ntidendereza | Sin datos | Sin datos | 2/64    |     | Oposición | Frente Común |

### Elecciones locales
| Comicios | Líder         | Votos     | %         | Escaños   | +/- | Gobierno |
| -------- | ------------- | --------- | --------- | --------- | --- | -------- |
| 1960     | Joseph Biroli | Sin datos | Sin datos | 2004/2549 |     | Gobierno |